# Fuero de Castro Caldelas

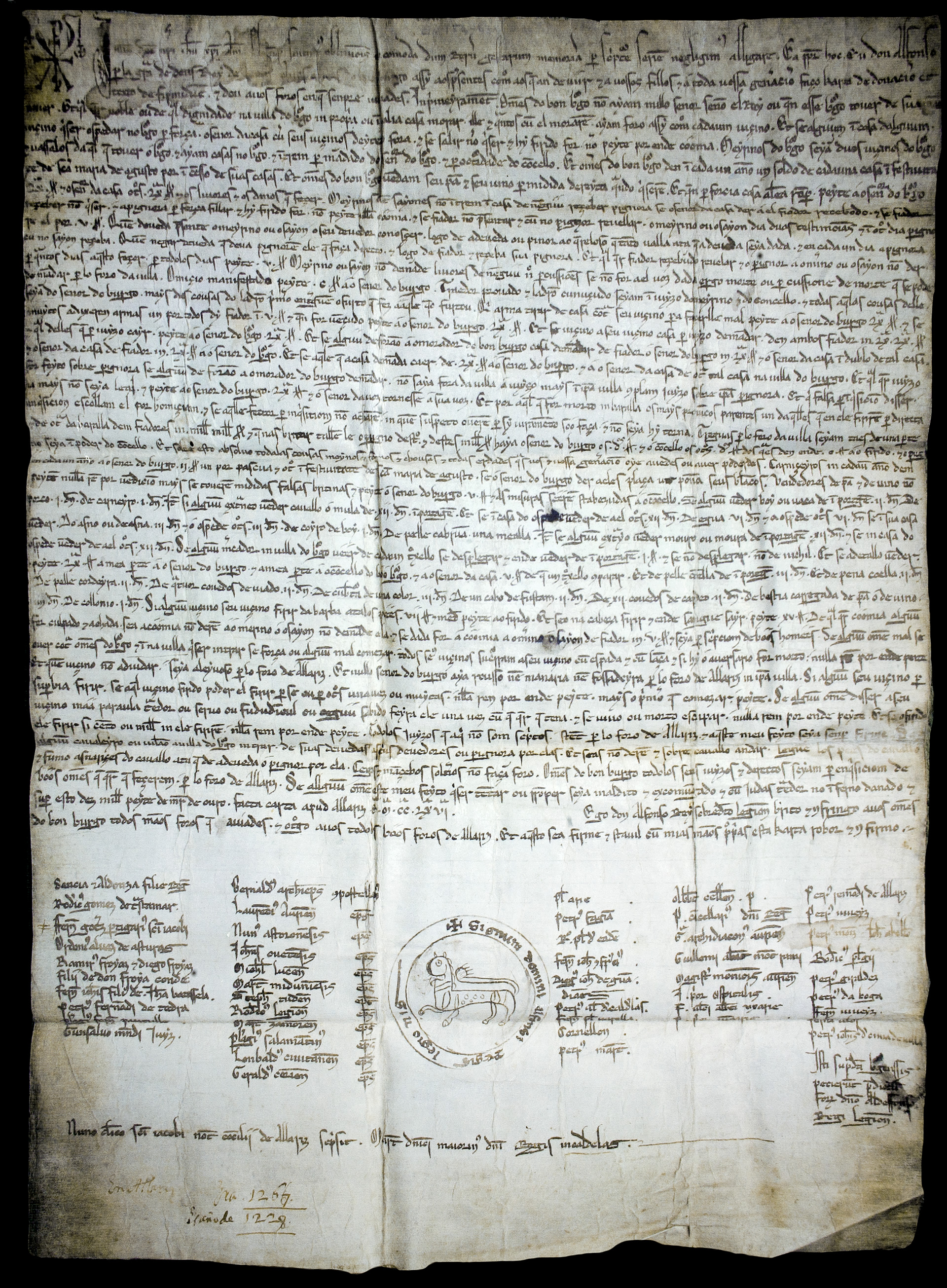
El Fuero de Castro Caldelas (Foro do bo burgo de Castro Caldelas), privilegio entregado por el rey Alfonso IX. Allariz, 1228

El Fuero de Castro Caldelas (en gallego: Foro do bo burgo de Castro Caldelas) es el documento más antiguo escrito en gallego que se conoce de entre los producidos en Galicia. La fecha establecida es del año 1228, pero no se sabe si corresponde a la redacción o a su traducción al gallego. En este texto el rey Alfonso IX de León otorga a los ciudadanos de la villa de Castro Caldelas, sus fueros y regula su régimen.
El texto en gallego del documento comienza así:

Eu don alfonso porla gratia de Deus Rey de Leon a vos omes ... assy aos presentes como aos que an de víir,.."